# فرانچسکو فینوکیو
فرانچسکو فینوکیو (انگلیسی: Francesco Finocchio؛ زادهٔ ۳۰ آوریل ۱۹۹۲) بازیکن فوتبال اهل ایتالیا است.
از باشگاه‌هایی که در آن بازی کرده‌است می‌توان به باشگاه فوتبال تراپانی، باشگاه فوتبال گوریتسا، باشگاه فوتبال پارما، باشگاه فوتبال کرمونزه، و باشگاه فوتبال پیزا اشاره کرد.
وی همچنین در تیم‌های ملی فوتبال زیر ۱۷ سال ایتالیا و زیر ۱۸ سال ایتالیا بازی کرده‌است.